# تمکا جانسون
تمکا جانسون (انگلیسی: Temeka Johnson؛ زادهٔ ۶ سپتامبر ۱۹۸۲) بازیکن بسکتبال اهل ایالات متحده آمریکا است.